# Ludkovice
Ludkovice település Csehországban, a Zlíni járásban. Ludkovice Biskupice, Hřivínův Újezd, Provodov, Pozlovice, Luhačovice, Kaňovice és Březůvky településekkel határos. Lakosainak száma 729 fő (2024. január 1.).

## Népesség
A település lakosságának változását az alábbi diagram mutatja:
| Lakosok száma | 601  | 716  | 757  | 853  | 772  | 687  | 711  | 719  | 687  | 729  |
|               | 1869 | 1900 | 1921 | 1961 | 1980 | 2011 | 2016 | 2019 | 2021 | 2024 |